# Hadjina lutosa
Hadjina lutosa là một loài bướm đêm trong họ Noctuidae.